# Brisbane International
Brisbane International  înființat în 2009, este un turneu profesionist de tenis care se joacă pe terenuri cu suprafață dură în aer liber la Brisbane, Queensland. Este un turneu WTA Premier al turneului WTA și a făcut parte din seria ATP World Tour 250 a turneului ATP până în 2019, când a fost întrerupt.
Turneul se desfășoară anual în ianuarie la Centrul de tenis Queensland chiar înainte de primul turneu de Grand Slam al sezonului, Australian Open.

## Rezultate

### Simplu feminin
| An                     | Campioană             | Finalistă                | Scor               |              |
| ---------------------- | --------------------- | ------------------------ | ------------------ | ------------ |
| 2009                   | Victoria Azarenka     | Marion Bartoli           | 6–3, 6–1           |              |
| 2010                   | Kim Clijsters         | Justine Henin            | 6–3, 4–6, 7–6(8–6) |              |
| 2011                   | Petra Kvitová         | Andrea Petkovic          | 6–1, 6–3           |              |
| ↓ Premier tournament ↓ |                       |                          |                    |              |
| 2012                   | Kaia Kanepi           | Daniela Hantuchová       | 6–2, 6–1           |              |
| 2013                   | Serena Williams       | Anastasia Pavlyuchenkova | 6–2, 6–1           |              |
| 2014                   | Serena Williams (2)   | Victoria Azarenka        | 6–4, 7–5           |              |
| 2015                   | Maria Sharapova       | Ana Ivanovic             | 6–7(4–7), 6–3, 6–3 |              |
| 2016                   | Victoria Azarenka (2) | Angelique Kerber         | 6–3, 6–1           |              |
| 2017                   | Karolína Plíšková     | Alizé Cornet             | 6–0, 6–3           |              |
| 2018                   | Elina Svitolina       | Aliaksandra Sasnovich    | 6–2, 6–1           |              |
| 2019                   | Karolína Plíšková (2) | Lesia Tsurenko           | 4–6, 7–5, 6–2      |              |
| 2020                   | Karolína Plíšková (3) | Madison Keys             | 6–4, 4–6, 7–5      |              |
| 2021–2023              | Nu s-a ținut          | Nu s-a ținut             | Nu s-a ținut       | Nu s-a ținut |
| 2024                   | Elena Rîbakina        | Arina Sabalenka          | 6–0, 6–3           |              |
| 2025                   | Arina Sabalenka       | Polina Kudermetova       | 4–6, 6–3, 6–2      |              |

### Simplu masculin
| An        | Campion             | Finalist            | Scor               |              |
| --------- | ------------------- | ------------------- | ------------------ | ------------ |
| 2009      | Radek Štěpánek      | Fernando Verdasco   | 3–6, 6–3, 6–4      |              |
| 2010      | Andy Roddick        | Radek Štěpánek      | 7–6(7–2), 7–6(9–7) |              |
| 2011      | Robin Söderling     | Andy Roddick        | 6–3, 7–5           |              |
| 2012      | Andy Murray         | Alexandr Dolgopolov | 6–1, 6–3           |              |
| 2013      | Andy Murray (2)     | Grigor Dimitrov     | 7–6(7–0), 6–4      |              |
| 2014      | Lleyton Hewitt      | Roger Federer       | 6–1, 4–6, 6–3      |              |
| 2015      | Roger Federer       | Milos Raonic        | 6–4, 6–7(2–7), 6–4 |              |
| 2016      | Milos Raonic        | Roger Federer       | 6–4, 6–4           |              |
| 2017      | Grigor Dimitrov     | Kei Nishikori       | 6–2, 2–6, 6–3      |              |
| 2018      | Nick Kyrgios        | Ryan Harrison       | 6–4, 6–2           |              |
| 2019      | Kei Nishikori       | Daniil Medvedev     | 6–4, 3–6, 6–2      |              |
| 2020–2023 | Nu s-a ținut        | Nu s-a ținut        | Nu s-a ținut       | Nu s-a ținut |
| 2024      | Grigor Dimitrov (2) | Holger Rune         | 7–6 (7–5), 6–4     |              |
| 2025      | Jiří Lehečka        | Reilly Opelka       | 4–1 ret.           |              |

### Dublu feminin
| An                     | Campioane                                     | Finaliste                                  | Scor                  |              |
| ---------------------- | --------------------------------------------- | ------------------------------------------ | --------------------- | ------------ |
| 2009                   | Anna-Lena Grönefeld Vania King                | Klaudia Jans Alicja Rosolska               | 3–6, 7–5, [10–5]      |              |
| 2010                   | Andrea Hlaváčková Lucie Hradecká              | Melinda Czink Arantxa Parra Santonja       | 2–6, 7–6(7–3), [10–4] |              |
| 2011                   | Alisa Kleybanova Anastasia Pavliucenkova      | Klaudia Jans Alicja Rosolska               | 6–3, 7–5              |              |
| ↓ Premier tournament ↓ |                                               |                                            |                       |              |
| 2012                   | Nuria Llagostera Vives Arantxa Parra Santonja | Raquel Kops-Jones Abigail Spears           | 7–6(7–2), 7–6(7–2)    |              |
| 2013                   | Bethanie Mattek-Sands Sania Mirza             | Anna-Lena Grönefeld Květa Peschke          | 4–6, 6–4, [10–7]      |              |
| 2014                   | Alla Kudryavtseva Anastasia Rodionova         | Kristina Mladenovic Galina Voskoboeva      | 6–3, 6–1              |              |
| 2015                   | Martina Hingis Sabine Lisicki                 | Caroline Garcia Katarina Srebotnik         | 6–2, 7–5              |              |
| 2016                   | Martina Hingis (2) Sania Mirza (2)            | Angelique Kerber Andrea Petkovic           | 7–5, 6–1              |              |
| 2017                   | Bethanie Mattek-Sands (2) Sania Mirza (3)     | Ekaterina Makarova Elena Vesnina           | 6–2, 6–3              |              |
| 2018                   | Kiki Bertens Demi Schuurs                     | Andreja Klepač María José Martínez Sánchez | 7–5, 6–2              |              |
| 2019                   | Nicole Melichar Květa Peschke                 | Chan Hao-Ching Latisha Chan                | 6–1, 6–1              |              |
| 2020                   | Hsieh Su-Wei Barbora Strýcová                 | Ashleigh Barty Kiki Bertens                | 3–6, 7–6(9–7), [10–8] |              |
| 2021–2023              | Nu s-a ținut                                  | Nu s-a ținut                               | Nu s-a ținut          | Nu s-a ținut |
| 2024                   | Liudmila Kicenok Jeļena Ostapenko             | Greet Minnen Heather Watson                | 7–5, 6–2              |              |
| 2025                   | Mirra Andreeva Diana Shnaider                 | Priscilla Hon Anna Kalinskaia              | 7–6(8–6), 7–5         |              |

### Dublu masculin
| An        | Campioni                              | Finaliști                         | Scor                   |              |
| --------- | ------------------------------------- | --------------------------------- | ---------------------- | ------------ |
| 2009      | Marc Gicquel Jo-Wilfried Tsonga       | Fernando Verdasco Mischa Zverev   | 6–4, 6–3               |              |
| 2010      | Jérémy Chardy Marc Gicquel            | Lukáš Dlouhý Leander Paes         | 6–3, 7–6(7–5)          |              |
| 2011      | Lukáš Dlouhý Paul Hanley              | Robert Lindstedt Horia Tecău      | 6–4, Ret.              |              |
| 2012      | Max Mirnyi Daniel Nestor              | Jürgen Melzer Philipp Petzschner  | 6–1, 6–2               |              |
| 2013      | Marcelo Melo Tommy Robredo            | Eric Butorac Paul Hanley          | 4–6, 6–1, [10–5]       |              |
| 2014      | Mariusz Fyrstenberg Daniel Nestor (2) | Juan Sebastián Cabal Robert Farah | 6-7(4–7), 6–4, [10–7]  |              |
| 2015      | Jamie Murray John Peers               | Alexandr Dolgopolov Kei Nishikori | 6–3, 7–6(7–4)          |              |
| 2016      | Henri Kontinen John Peers (2)         | James Duckworth Chris Guccione    | 7–6(7–4), 6–1          |              |
| 2017      | Thanasi Kokkinakis Jordan Thompson    | Gilles Müller Sam Querrey         | 7–6(9–7), 6–4          |              |
| 2018      | Henri Kontinen (2) John Peers (3)     | Leonardo Mayer Horacio Zeballos   | 3–6, 6–3, [10–2]       |              |
| 2019      | Marcus Daniell Wesley Koolhof         | Rajeev Ram Joe Salisbury          | 6–4, 7–6(8–6)          |              |
| 2020–2023 | Nu s-a ținut                          | Nu s-a ținut                      | Nu s-a ținut           | Nu s-a ținut |
| 2024      | Lloyd Glasspool Jean-Julien Rojer     | Kevin Krawietz Tim Pütz           | 7–6(7–3), 5–7, [12–10] |              |
| 2025      | Julian Cash Lloyd Glasspool           | Jiří Lehečka Jakub Menšík         | 6–3, 6–7(2–7), [10–6]  |              |